# Platyzosteria biloba
Platyzosteria biloba es una especie de cucaracha terrestre del género Platyzosteria, tribu Polyzosteriini, subfamilia Polyzosteriinae. Fue descrita científicamente por Saussure en 1869.

## Distribución
Se distribuye por Asia: Indonesia.